# Bildstock (Garitz, Dr.-Georg-Heim-Straße)

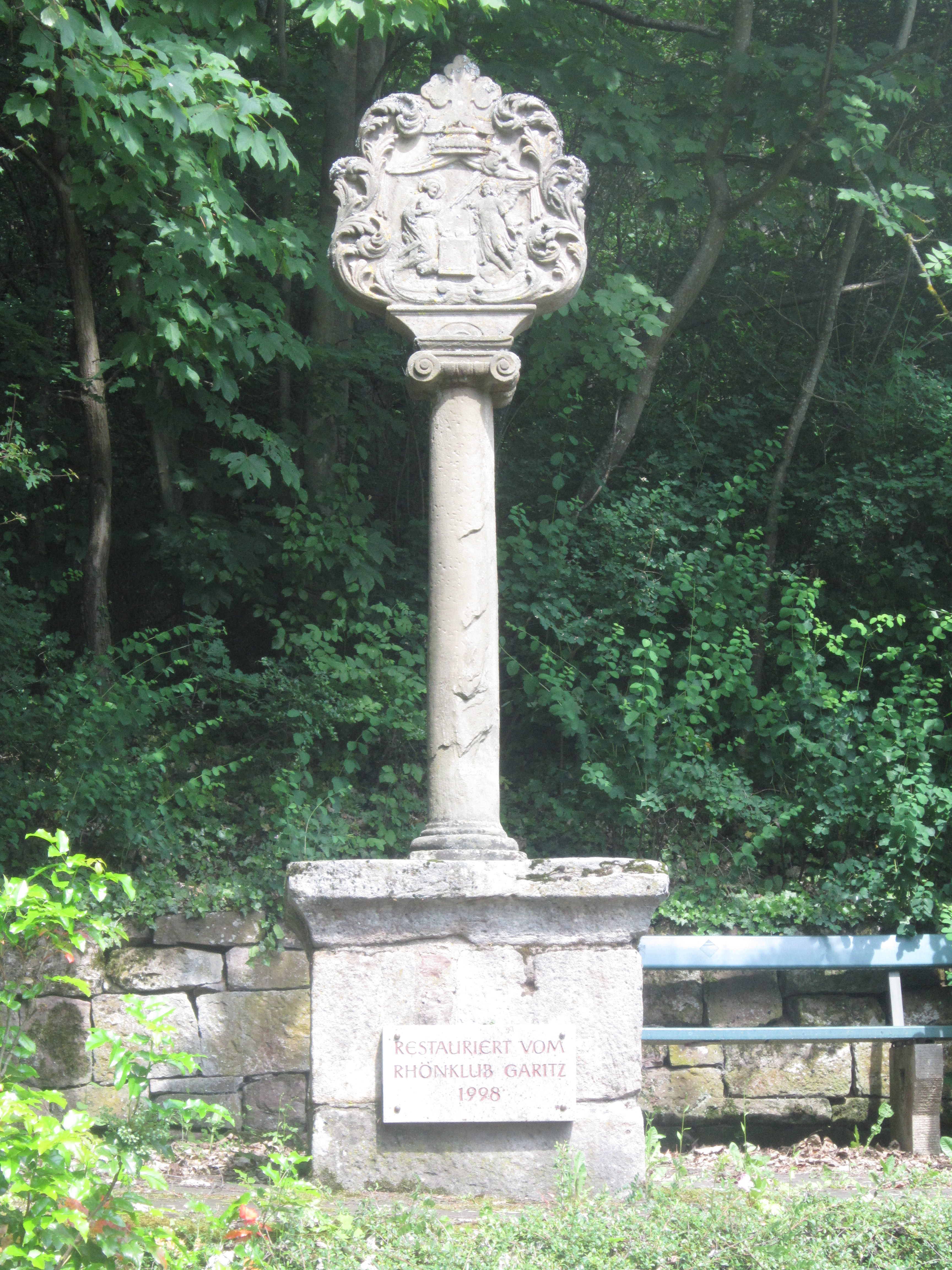
Bildstock, Dr.-Georg-Heim-Straße, Garitz.

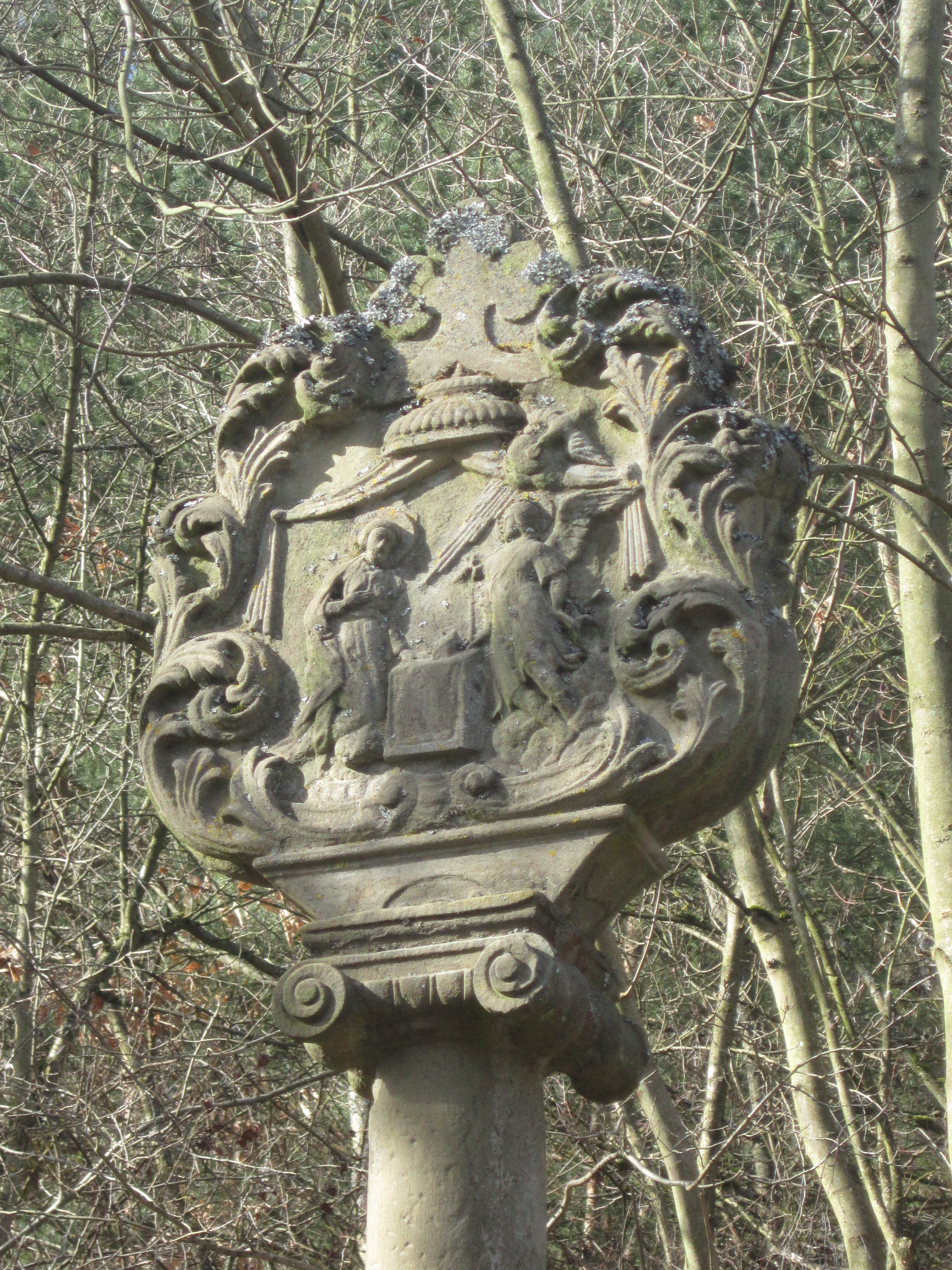
Nahaufnahme

Der Bildstock mit der Adresse Dr.-Georg-Heim-Straße ist ein Flurdenkmal in Garitz, einem Stadtteil von Bad Kissingen, der Großen Kreisstadt des unterfränkischen Landkreises Bad Kissingen. Er gehört zu den  Bad Kissinger Baudenkmälern und ist unter der Nummer D-6-72-114-171 in der Bayerischen Denkmalliste registriert.

## Beschreibung
Der Bildstock aus Sandstein entstand um 1720.
Auf einem Sockel und einer sich verjüngenden, 155 cm langen Rundsäule wird von einem ionisierenden Kapitell abgeschlossen. Auf dem Kapitell befindet sich eine 90 cm große, akanthusgerahmte Aufsatztafel. Die Aufsatztafel stellt Mariä Verkündigung und die Dreifaltigkeit dar. In einem vertieften Oval befinden sich Bäckersymbole wie Brötchen und Brezel. Der Hahn auf der Rückseite der Aufsatztafel war ein Hinweis auf den Stifter Simon Peter Hahn.
Die im Inventar von Maria Fischer genannte Datierung 1852 bezieht sich aller Wahrscheinlichkeit nach auf eine Wiederaufstellung oder Renovierung.